# Лі Хуей
Лі Хуей (кит.: 李繪; нар. 3 лютого 1985, Гуансі-Чжуанський автономний район) — китайська борчиня вільного стилю, бронзова призерка чемпіонату світу, дворазова чемпіонка Азії, срібна призерка Кубку світу, чемпіонка світу серед військовослужбовців, учасниця Олімпійських ігор.

## Життєпис
Боротьбою почала займатися з 1999 року.
Виступала за борцівський клуб збройних сил Китайської Народної Республіки, Гуансі-Чжуанський автономний район. Тренер — Ку Чондон.

## Спортивні результати на міжнародних змаганнях

### Виступи на Олімпіадах
| Змагання                    | Збірна | Вагова категорія          | Місце |
| --------------------------- | ------ | ------------------------- | ----- |
| Літні Олімпійські ігри 2004 | Китай  | жіноча боротьба, до 48 кг | 9     |

### Виступи на Чемпіонатах світу
| Змагання                        | Збірна | Вагова категорія          | Місце  |
| ------------------------------- | ------ | ------------------------- | ------ |
| Чемпіонат світу з боротьби 2002 | КНР    | жіноча боротьба, до 48 кг | 15     |
| Чемпіонат світу з боротьби 2003 | КНР    | жіноча боротьба, до 48 кг | Бронза |
| Чемпіонат світу з боротьби 2010 | КНР    | жіноча боротьба, до 51 кг | 15     |

### Виступи на Чемпіонатах Азії
| Змагання                       | Збірна | Вагова категорія          | Місце  |
| ------------------------------ | ------ | ------------------------- | ------ |
| Чемпіонат Азії з боротьби 2010 | КНР    | жіноча боротьба, до 51 кг | Золото |
| Чемпіонат Азії з боротьби 2012 | КНР    | жіноча боротьба, до 51 кг | Золото |

### Виступи на Кубках світу
| Змагання                    | Збірна | Вагова категорія          | Місце  |
| --------------------------- | ------ | ------------------------- | ------ |
| Кубок світу з боротьби 2012 | КНР    | жіноча боротьба, до 48 кг | Срібло |

### Виступи на інших змаганнях
| Змагання                                                  | Збірна | Вагова категорія          | Місце  |
| --------------------------------------------------------- | ------ | ------------------------- | ------ |
| Міжнародний меморіал Дейва Шульца 2010                    | КНР    | жіноча боротьба, до 51 кг | Золото |
| Чемпіонат світу з боротьби серед військовослужбовців 2010 | КНР    | жіноча боротьба, до 55 кг | Золото |
| Тестовий турнір UWW 2016                                  | КНР    | жіноча боротьба, до 53 кг | Срібло |